# Royan Challenger 1980
Il Royan Challenger 1980 è stato un torneo di tennis facente parte della categoria ATP Challenger Series nell'ambito dell'ATP Challenger Series 1980. Il torneo si è giocato a Royan in Francia dall'11 al 17 agosto 1980 su campi in terra rossa.

## Vincitori

### Singolare
Christophe Casa ha battuto in finale  Dominique Bedel con il punteggio di 6–7, 6–4, 6–1, 6–0

### Doppio
Dave Siegler /  Robbie Venter hanno battuto in finale  Jan Gunnarsson /  Stefan Svensson con il punteggio di 6–4, 6–4